# 塚本明子
塚本 明子（つかもと あきこ、1941年11月1日 - ）は、日本の哲学者。東京大学名誉教授。

## 経歴
東京府東京市生まれ。1860年東京都立駒場高等学校卒業、1964年東京大学教養学部教養学科イギリス分科卒業、同大学院人文科学研究科比較文学比較文化専攻博士課程中退。
71年相模女子大学講師。74年退職しブリティッシュ・カウンシルでオックスフォード大学留学、85年哲学博士。論文は"Art as Performance-an Essay on Comparative Aesthetics"。79年筑波大学現代語現代文化助教授、87年東京大学教養学部助教授（英語）、91年教授、2002年定年退官、名誉教授、江戸川大学教授、ケンブリッジ大学客員教授、2005年大妻女子大学比較文化学部教授。2010年退職。

## 著書
- 『動く知フロネーシス 経験にひらかれた実践知』ゆみる出版 2008

## 共編著
- 記号学入門 増成隆士共著 放送大学 1993

## 翻訳
- エルンスト・カッシーラー『象徴形式の哲学 1 言語』生松敬三・坂口ふみ共訳 竹内書店 1972
- H.G.シェンク『ロマン主義の精神』生松敬三共訳 みすず書房 1975
- G.リヒトハイム『ヨーロッパ文明 1900-1970』1・2 みすず書房 1979-81
- 荒川修作・マドリン・ギンズ『建築-宿命反転の場 アウシュヴィッツー広島以降の建築的実験』工藤順一共訳 水声社 1995.4
- マーティン・グリーン『リヒトホーフェン姉妹 思想史のなかの女性1870-1970』みすず書房 2003
- フレッド・エプスタイン/ジョシュア・ホルヴィッツ『もし五歳になったら 小さな者の大きな力』ゆみる出版 2009
- リサ・サンダース『患者はだれでも物語る―医学の謎と診断の妙味』松村理司監修　ゆみる出版、2012
- R. ハマーシュタイン,J. フィリップ,J. ハー,C.V. パリスカ,G.L. フィニー『天の音楽・地の音楽』 村上陽一郎・鈴木晶共訳、平凡社「ヒストリー・オヴ・アイディアズ」 1988
- S.K.ランガー『シンボルの哲学 理性、祭礼、芸術のシンボル試論』 岩波書店〈岩波文庫〉、2020年。ISBN 9784003860151。